# Stagecoach Csoport

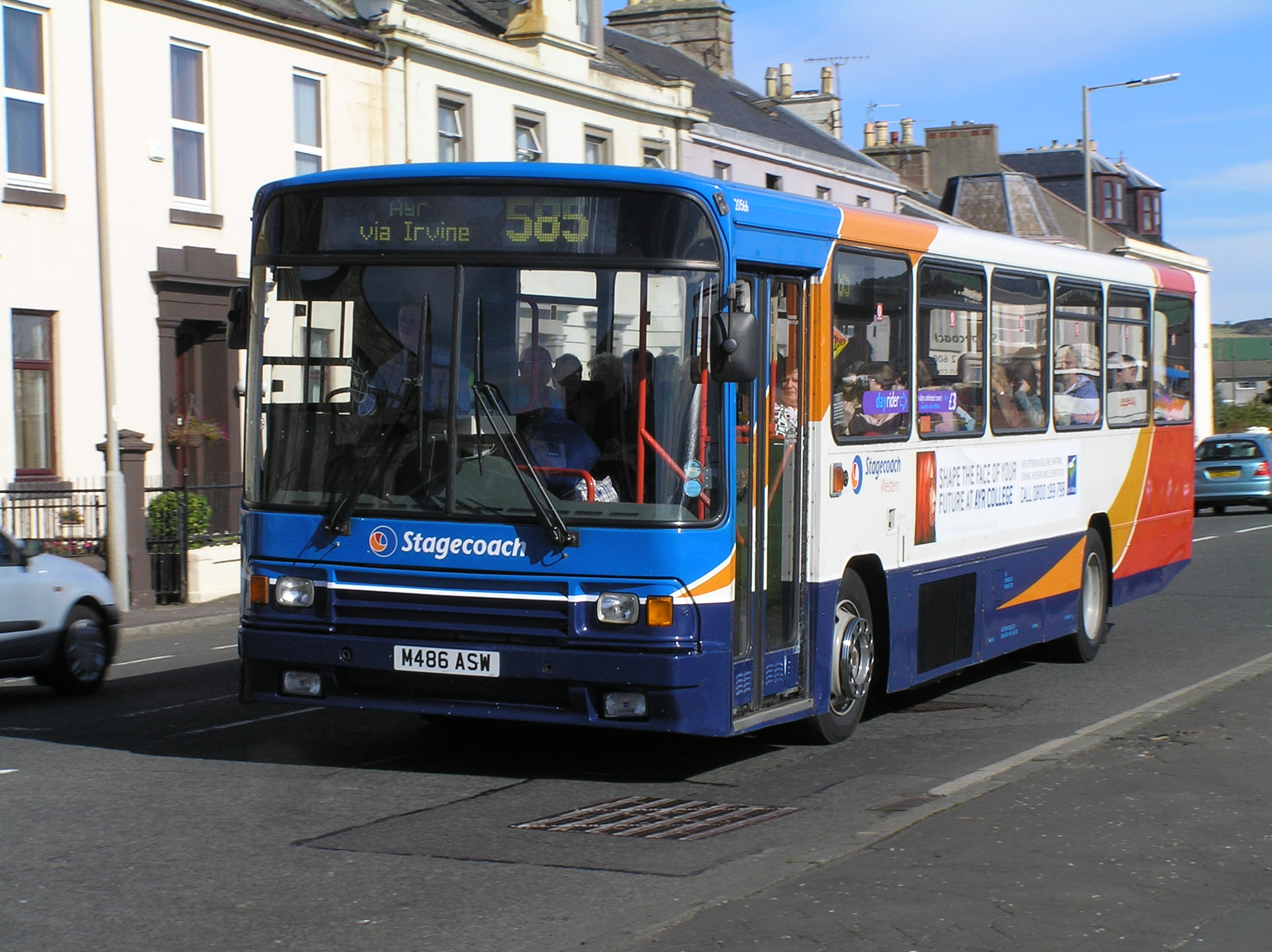
Stagecoach autóbusz Skóciában

A Stagecoach Csoport egy nemzetközi személyszállító vállalat, autóbuszokat, vonatokat, kompokat, villamosokat üzemeltet a világ számos országában.
Angliában főleg busztársaságok üzemeltetésén keresztül ismert, de vannak hasonló érdekeltségei az USA és Új-Zéland területén is. A Virgin Trains 49%-ának tulajdonosa.

## Vasúti divíziók
- South West Trains[1]
- Island Line Trains - Island Line[2]
- East Midlands Trains[3]
- Virgin Trains

## Külső hivatkozások
- Stagecoach Group hivatalos weboldal